# Tibiotrichius anoguttatus
Tibiotrichius anoguttatus är en skalbaggsart som beskrevs av Leon Fairmaire 1891. Tibiotrichius anoguttatus ingår i släktet Tibiotrichius och familjen Cetoniidae. Inga underarter finns listade i Catalogue of Life.